# Olympische Sommerspiele 1996/Kanu – Einer-Kajak 500 m (Männer)
Die Wettkämpfe im Einer-Kajak über 500 Meter bei den Olympischen Sommerspielen 1996 fanden vom 31. Juli bis 4. August 1996 auf dem Lake Lanier statt.

## Ergebnisse

### Vorläufe
Die jeweils ersten drei Boote qualifizierten sich direkt für die Halbfinals, die restlichen Athleten für die Hoffnungsläufe.

#### Vorlauf 1
| Rang | Athleten         | Nation         | Zeit         |
| ---- | ---------------- | -------------- | ------------ |
| 1    | Geza Magyar      | Rumänien       | 1:42,391 min |
| 2    | Piotr Markiewicz | Polen          | 1:42,731 min |
| 3    | Sjarhej Kalesnik | Belarus        | 1:43,279 min |
| 4    | Zoltán Antal     | Ungarn         | 1:43,343 min |
| 5    | Róbert Erban     | Slowakei       | 1:43,563 min |
| 6    | Jewgeni Jegorow  | Kasachstan     | 1:47,823 min |
| 7    | Ivan Lawler      | Großbritannien | 1:48,991 min |
| 8    | Tom Krantz       | Schweden       | 1:49,695 min |

#### Vorlauf 2
| Rang | Athleten           | Nation         | Zeit         |
| ---- | ------------------ | -------------- | ------------ |
| 1    | Knut Holmann       | Norwegen       | 1:41,624 min |
| 2    | Cameron McFadzean  | Australien     | 1:42,160 min |
| 3    | Miguel García      | Spanien        | 1:42,180 min |
| 4    | Renn Crichlow      | Kanada         | 1:42,652 min |
| 5    | Sebastián Cuattrin | Brasilien      | 1:44,328 min |
| 6    | Sergei Werlin      | Russland       | 1:45,328 min |
| 7    | Hain Helde         | Estland        | 1:47,316 min |
| 8    | José Garcia        | Portugal       | 1:52,760 min |
| 9    | Koutoua Abia       | Elfenbeinküste | 1:55,208 min |

#### Vorlauf 3
| Rang | Athleten                  | Nation             | Zeit         |
| ---- | ------------------------- | ------------------ | ------------ |
| 1    | Antonio Rossi             | Italien            | 1:40,411 min |
| 2    | Lutz Liwowski             | Deutschland        | 1:41,079 min |
| 3    | Mikko Kolehmainen         | Finnland           | 1:41,171 min |
| 4    | Javier Correa             | Argentinien        | 1:42,691 min |
| 5    | Petar Merkow              | Bulgarien          | 1:43,810 min |
| 6    | Mike Herbert              | Vereinigte Staaten | 1:44,763 min |
| 7    | Wladyslaw Tereschtschenko | Ukraine            | 1:45,623 min |
| 8    | Petar Sibinkić            | BR Jugoslawien     | 1:45,799 min |
| 9    | Alexander Popow           | Usbekistan         | 1:56,827 min |

### Hoffnungsläufe
Die ersten vier Boote des jeweiligen Hoffnungslaufs und der zeitbessere Fünfte erreichten das Halbfinale.

#### Hoffnungslauf 1
| Rang | Athleten           | Nation             | Zeit         |
| ---- | ------------------ | ------------------ | ------------ |
| 1    | Róbert Erban       | Slowakei           | 1:43,184 min |
| 2    | Mike Herbert       | Vereinigte Staaten | 1:43,384 min |
| 3    | Javier Correa      | Argentinien        | 1:44,076 min |
| 4    | Sebastián Cuattrin | Brasilien          | 1:44,204 min |
| 5    | Hain Helde         | Estland            | 1:44,340 min |
| 6    | Ivan Lawler        | Großbritannien     | 1:45,220 min |
| 7    | Petar Sibinkić     | BR Jugoslawien     | 1:46,532 min |
| 8    | Koutoua Abia       | Elfenbeinküste     | 1:53,432 min |

#### Hoffnungslauf 2
| Rang | Athleten                  | Nation     | Zeit         |
| ---- | ------------------------- | ---------- | ------------ |
| 1    | Petar Merkow              | Bulgarien  | 1:42,851 min |
| 2    | Renn Crichlow             | Kanada     | 1:43,055 min |
| 3    | Zoltán Antal              | Ungarn     | 1:43,343 min |
| 4    | Sergei Werlin             | Russland   | 1:43,359 min |
| 5    | Wladyslaw Tereschtschenko | Ukraine    | 1:44,143 min |
| 6    | Jewgeni Jegorow           | Kasachstan | 1:47,035 min |
| 7    | Tom Krantz                | Schweden   | 1:47,815 min |
| 8    | Alexander Popow           | Usbekistan | 1:51,623 min |
| 9    | José Garcia               | Portugal   | 1:55,103 min |

### Halbfinalläufe
Die ersten vier Boote des jeweiligen Halbfinals und der zeitbessere Fünfte erreichten das Finale.

#### Halbfinale 1
| Rang | Athleten           | Nation    | Zeit         |
| ---- | ------------------ | --------- | ------------ |
| 1    | Antonio Rossi      | Italien   | 1:39,185 min |
| 2    | Knut Holmann       | Norwegen  | 1:39,929 min |
| 3    | Mikko Kolehmainen  | Finnland  | 1:40,765 min |
| 4    | Róbert Erban       | Slowakei  | 1:41,425 min |
| 5    | Piotr Markiewicz   | Polen     | 1:41,565 min |
| 6    | Renn Crichlow      | Kanada    | 1:41,749 min |
| 7    | Zoltán Antal       | Ungarn    | 1:41,873 min |
| 8    | Sjarhej Kalesnik   | Belarus   | 1:42,505 min |
| 9    | Sebastián Cuattrin | Brasilien | 1:43,045 min |

#### Halbfinale 2
| Rang | Athleten                  | Nation             | Zeit         |
| ---- | ------------------------- | ------------------ | ------------ |
| 1    | Lutz Liwowski             | Deutschland        | 1:40,319 min |
| 2    | Geza Magyar               | Rumänien           | 1:40,615 min |
| 3    | Miguel García             | Spanien            | 1:40,687 min |
| 4    | Cameron McFadzean         | Australien         | 1:41,083 min |
| 5    | Sergei Werlin             | Russland           | 1:41,791 min |
| 6    | Wladyslaw Tereschtschenko | Ukraine            | 1:41,883 min |
| 7    | Javier Correa             | Argentinien        | 1:42,071 min |
| 8    | Mike Herbert              | Vereinigte Staaten | 1:42,335 min |
| 9    | Petar Merkow              | Bulgarien          | 1:42,379 min |

### Finale
| Rang | Athleten          | Nation      | Zeit         |
| ---- | ----------------- | ----------- | ------------ |
| 1    | Antonio Rossi     | Italien     | 1:37,423 min |
| 2    | Knut Holmann      | Norwegen    | 1:38,339 min |
| 3    | Piotr Markiewicz  | Polen       | 1:38,615 min |
| 4    | Geza Magyar       | Rumänien    | 1:38,975 min |
| 5    | Lutz Liwowski     | Deutschland | 1:39,307 min |
| 6    | Miguel García     | Spanien     | 1:40,047 min |
| 7    | Mikko Kolehmainen | Finnland    | 1:40,331 min |
| 8    | Róbert Erban      | Slowakei    | 1:40,407 min |
| 9    | Cameron McFadzean | Australien  | 1:41,023 min |